# Хаджидимитрово (област Велико Търново)
Вижте пояснителната страница за други значения на Хаджидимитрово.
Хаджидимѝтрово е село в Северна България, община Свищов, област Велико Търново.

## География

### Местоположение
Село Хаджидимитрово се намира в централната част на Северна България, на около 13 км югоизточно от град Свищов, в средната част на Дунавската равнина. На около 3 км североизточно от селото е единственото възвишение в района – хълмът Дели Асан, чието име е свързано с кървава легенда от времето на османското владичество, вероятно от 16 или 17 век. Съседни на Хаджидимитрово са селата Совата – на около 3 км северно, Караманово – на около 6 км североизточно, Павел – на около 8 км югоизточно, Алеково – на около 6 км на юг-югозапад и Козловец – на около 7 км западно.
Течащата откъм село Алеково на североизток река Студена, ляв приток на река Янтра, заобикаля на около 2 км от изток село Хаджидимитрово и завивайки наляво, продължава на северозапад към село Совата. Хаджидимитрово е разположено около водосливно понижение на релефа с посока запад – изток, по което тече ляв приток на река Студена, събиращ в западната част на селото водите на три ручея. Надморската височина пред сградата на кметството е около 64 м, а в северната и южната част на селото достига до 90 – 100 м.

### Флора и фауна
Растителността в землището на селото е лесостепна – типична за Средната Дунавска равнина.
Основен облик на растителния и животинския свят в околността – с акцент върху птиците, създава „Рибарниците Хаджидимитрово“ – защитена зона по Директивата за птиците с площ 446,53 хектара.
Защитената зона е разположена от двете страни на река Студена, между селата Алеково и Хаджидимитрово. Представлява комплекс от два микроязовира с по-малки водоеми, превърнати в рибарници, заедно с прилежащите влажни терени и обработваеми площи. Водната площ е около 195 ха и в значителна степен е обрасла с водолюбива растителност, основно тръстика /Phragmites australis/, теснолистен папур /Typha angustifolia/, широколистен папур /T. latifolia/, езерен камъш /Scirpus lacustris/, триръбест камъш /Scirpus triqueter/, както по бреговете, така и отчасти във вътрешността. Откритата водна повърхност е частично обрасла с щитолистна какичка /Nymphoides peltata/, плаващ роголистник /Ceratphyllum demersum/, ръждавец /Potamogeton spp./ и други. Дълбочината на водните басейни е между един и 1,5 метра. Около рибарниците са разположени пасища, обработваеми земи и храсти, има и единични стари тополи и върби.
В защитената зона са установени към 2015 г. 116 вида птици, от които 33 са включени в Червената книга на Република България (1985). От срещащите се видове 53 са от европейско природозащитно значение (SPEC) (BirdLife International, 2004). Като световно застрашен в категория SPEC1 е включен един вид, а като застрашени в Европа съответно в категория SPEC2 – 12 вида, в SPEC3 – 40 вида. Мястото осигурява подходящи местообитания за 36 вида, включени в приложение 2 на Закона за биологичното разнообразие, за които се изискват специални мерки за защита. От тях 35 са вписани също в приложение І на Директива 79/409 на ЕС. Рибарниците са едно от най-важните места в страната от значение за Европейския съюз за 4 вида водолюбиви птици, гнездящи тук в значителна численост – световно застрашената белоока потапница /Aythya nyroca/, белобузата рибарка /Chlidonias hybridus/, черната рибарка /Chlidonias niger/ и нощна чапла /Nycticorax nycticorax/. Малкият воден бик /Ixobrychus minutus/ има представителна гнездова популация тук. Рибарниците са постоянна ловна територия за морския орел /Haliaetus albicilla/. Много водлюбиви птици ползват рибарниците като място за почивка и хранене по време на миграция и през зимата. Голямата бекасина /Gallinago media/ се среща в значителни числености по време на миграцията. През 2005 г. територията е обявена от BirdLife International за орнитологично важно място.
В землището на селото се срещат и растения като тлъстига, ежова главица, нахутово сграбиче, синя жлъчка, полска овсига и други, както и редките растителни видове българска гърлица и български сърпец (в местността „Смрадликата“).

### Население
Населението на село Хаджидимитрово, наброяващо 2678 души към 1934 г. и имащо максимум към 1946 г. – 3057 души, намалява бързо от 3032 към 1956 г. до 1381 към 1992 г., след което сравнително по-бавно – до 602 към 2018 г.

## История

### Средновековие
В околностите на Хаджидимитрово има следи от римски паметници, а на около километър югоизточно от селото се намира неразкопана тракийска могила.
Изкопаните каменни блокове с чужди надписи подсказват, че Хаджидимитрово е основано още през римско време и се е намирало на изток от т.нар. ”Кантон”. По време на османската власт, минаващите по пътя Свищов – В. Търново турци и кърджалии постоянно са безпокоели местното население. Заради това се е наложило то да се измести в посока „запад“ от днешното му разположение. Това е станало през периода 1760 – 1790 година.

### Възраждане
В периода 1820 – 1830 г. селото се преселва на сегашното си място. Имало е около 120 къщи и е наречено от турци „Сару Йер“ – в превод: „Царево място“ – в съответствие с предосманското име на селото.
Съседни села са: с. Козловец, с. Алеково, с. Павел, с. Караманово, с. Царевец.
Църквата „Св. Архангел Михаил“ е построена през 1862 г.
До 1878 г. южно от селото, в т.нар. местност „Езминто“ е имало малко селце (селище), като живеещите в него хора са били основно от „руски“ произход – наричани „черкези“; кога са дошли по нашите земи – няма данни; напускат мястото след края на Руско-турската война от 1877 – 78 година.
При опита за освобождаване на българския народ от османска власт, Хаджи Димитър и Стефан Караджа, които са тръгнали с група български родолюбци от Румъния, преминават на 7 юли (стар стил) 1868 г. през днешното Хаджидимитрово – тогавашно „Саръяр“ (жълта пръст). Свободолюбивите селяни посрещат с радост героите, пристигнали по обяд. Църквата и дървото, под което са почивали четниците, са запазени като исторически забележителности. Още от XVI век в селото се развива пчеларството.
Килийно училище в селото има от 1810 г. Светското училище води началото си от 1884 г.

### Княжество България
Читалището е основано на 4 декември 1898 г. Вестник „Народна воля“ е издаван в селото от 1903 г. Първата земеделско-кредитна кооперация „Надежда“ е създадена през 1905 г. Узаконена е мелница, дарак и маслобойна на Петър Чешмеджиев през 1924 година. В селото през 1926 г. е основано Юнашко Дружество „Стефан Караджа“.
Старата училищна сграда е построена през 1929 г., а новата /техническа работилница / през 1964 г.
До 1934 г. селото носи името „Саръяр“. От септември 1934 г. селото е преименувано на Хаджидимитрово. Развиват се земеделие, животновъдство, рибарство, търговия. Ползваната за читалище сграда е строена 1962 г. Училището в селото е именувано Основно училище „Любен Каравелов“.

### Народна република България
През 1948 г. е основано „ТКЗС“. Трактор Щаер е внесен в селото през 1949 г., а Велико Иванов е първият тракторист. Година по-късно е внесен комбайн „Челеб“. Родилен дом в селото е построен през 1950 г. Вода за напояване от язовир „Стамболийски“ в селото има от 1957 г. Електричество в селото има от 1958 – 1959 г. В 1972 г. е построена фурната на селото. През 1993 г. са основани 2 земеделски кооперации. Сградата на кметството е построена през 1940 г. Сградата на детската градина е построена 1965 г. Същата година близо до главния път Търново – Русе при строителни дейности е открит Античния могилен некропол в Хаджидимитрово. Разкопан е и в него са открити сребърни монети и глинени съдове. Сградата за „здравни услуги“ – доктор, стоматолог и аптека е построена 1970 г. Читалище „ЗАРЯ-1898“ развива много активна дейност – съставите му имат награди и медали от съборите в Копривщица, Рожен, В.Търново, Шумен, Хисаря, Приморско, Свиленград и др. В центъра на селото започва да се изгражда сградата на културния дом, която е недовършена.

### Република България
В Хаджидимитрово се провеждат изложения на селскостопанска техника.
В Гробищния парк е построен „Дом на покойника“ – през 2003 г. Ежегодно се чества преминаването на Четата на Хаджидимитър и Стефан Караджа през землището на селото.

## Население
Преброяване на населението през 2011 г.
Численост и дял на етническите групи според преброяването на населението през 2011 г.:
|                     | Численост | Дял (в %) |
| Общо                | 753       | 100,00    |
| Българи             | 746       | 99,07     |
| Турци               | 0         | 0,00      |
| Цигани              | 0         | 0,00      |
| Други               | 0         | 0,00      |
| Не се самоопределят | 0         | 0. 00     |
| Неотговорили        | 7         | 0,92      |

## Религия
- Православен храм „Св. Архангел Михаил“

От освещаването си до днешни дни, църквата „Св. Архангел Михаил“ е включена в Свищовската духовна околия, Търновска епархия. Никакви промени не са ставали в състава на енорията – винаги е била самостоятелна енория, обслужвала е православните християни и в извършването на обществено богослужение.
Строежът на църковния храм „Св. Архангел Михаил“ в с. Хаджи Димитрово е започнал през 1859 година, когато се е получило разрешението от турската власт за постройка на молитвен дом, дълъг 16 метра, широк 12 метра и висок 6 метра. Ктиторите (дарителите) и строителите са били: Никола Попниколов, Симеон Митев, Лико Гецов, Тодор Радев и Минчо Колев. Строежът на храма е завършен през 1862 година, когато се е започнало да се служи в него. Първото църковно настоятелство се е учредило вероятно през 1866 или 1867 години. Първи свещеник в Хаджидимитровската църква е отец Евстати. Кои са били първите църковни настоятели не се знае, но вероятно ще да са били някои от ктиторите. Това се потвърждава и от историческите факти, че четата на Хаджи Димитър и Стефан Караджа са слезли на българския бряг вечерта на 6 юли (стар стил) 1868 г. – събота привечер. Четата се е натъкнала на блатиста местност край с. Вардим, Търновски окръг. Лутала се е цяла нощ из мочурищата и едва на 7 юли 1868 година – неделя сутринта – четниците са навлезли рано в Хаджидимитровското землище. Черкували се и си отпочинали в новия църковен храм, като през това време двамата войводи, Хаджи Димитър и Стефан Караджа, са разпоредили на църковните настоятели да ги снабдят с продукти за ядене, което настоятелите изпълнили незабавно и прочее.
Йерей Иларион Шишков е бил свещеник от началото на века до 1957 година.
Друго указание, че настоятелството е учредено не по-късно от 1867 година е надписа на плащеницата, подарена през времето на някой си поп Естати, който бил и същевременно и учител в селото.
Църквата е осветена от търновския митрополит Климент (Васил Друмев), но през коя година – не е установено.
Църквата е била в тясно взаимоотношение с местната кредитна кооперация „Надежда“, с местното читалище „Заря-1898“.
На 2 октомври 2013 г., около полунощ, средната част от покрива на църковната сграда се „саморазрушава“. На 9 октомври 2013 г. е открита дарителска сметка за ремонт на църквата, в банка „ДСК“-Свищов.

### Кметове и техни заместници
Кметове / Председатели/ на селото и заместващите ги – за периода 1901 – 2015 г.
- 1901 – 1903 Марин Колев
- 1904 – 1905 Петър Янчев
- 1906 Марин Илиев Стефан Данков
- 1907 Стефан Данков
- 1908 Стефан Данков Марин Колев
- 1909 – 1910 Марин Колев
- 1911 Марин Колев, Цанко Досев
- 1912 Цанко Досев Марин Колев Петруш Цвятков
- 1913 Петруш Цвятков
- 1914 – 1917 Цанко Досев
- 1918 Цанко Досев Ганчо Тодоров
- 1919 Ганчо Тодоров
- 1920 Ганчо Тодоров Христо Пенев Стефан Данков
- 1921 Стефан Данков Христо Пенев
- 1922 Александър Данев
- 1923 Ангел Савев Филип Бонев
- 1924 Филип Бонев Марин Линков
- 1925 Марин Линков Апостол Киров
- 1926 Апостол Киров Александър Петров Цвятко Монев Милан Атанасов
- 1927 Милан Атанасов Александър Данев
- 1928 Александър Данев Петко Юрданов
- 1929 Петко Юрданов
- 1930 Петко Юрданов Ганчо Тунев Петър Чешмеджиев
- 1931 Петър Чешмеджиев Ганчо Тунев
- 1932 Ганчо Тунев Александър Тунев
- 1933 Александър Тунев Иван Драгнев Петър Чешмеджиев
- 1934 Петър Чешмеджиев Стефан Линков Митю Драгнев Марин Петров Иван Баръмов
- 1935 – 1938 Иван Младенов Пенко Вълчев
- 1939 Пенко Вълчев
- 1940 Пенко Вълчев Вълкашин Чудилов Илия Ценков
- 1941 Илия Ценков
- 1942 – 1944 Станимир Петров Илия Спиридонов Борис Филипов
- 1945 Борис Филипов Кръстю Ламбев
- 1946 Цвятко Кузев
- 1947 Петко Лешев
- 1948 Ангел Димов Петко Гинин Иван Киров Иван Киров
- 1949 Иван Киров Ангел Димов
- 1950 Линко Великов
- 1951 – 1952 Симеон Петров Петко Бурков
- 1953 Петко Бурков Иван Николов
- 1954 Слави Калчев Симеон Петров
- 1955 – 1957 Симеон Петров
- 1958 Симеон Петров Господин Митев
- 1959 – 1961 Господин Митев
- 1962 – 1991 Киро Иванов Киров
- 1992 – 1995 Георги Владимиров Ангелов
- 1995 – 1999 Валентин П. Михалев
- 1999 – 2015 Нестор Несторов Иванов
- от 2015 – Емил Тодоров

## Култура

### Образование
Сведения за килийното училище в село Сару йер (Хаджи Димитрово) имаме от 1810 година, когато поп Истат открива подобно. В него, наред с изучаването на псалтира, черковно пеене, четене и писане се е изучавало и смятане. Учебните занятия се водели в зимник, отопляван с тор, носен от самите ученици. Броят на учениците бил около 15. Между тях е имало и възрастни. След няколкогодишно обучение занятията били прекратени, поради започналото преселение на населението. Поп Истат е престоял в селото около 3 години, след което се преселва в гр. Свищов. По това време в съседния гр. Свищов започват да се откриват и първите училища и по жадните за знания деца са били изпращани да учат там. През от 1835 до около 1843 година в селото се заселва поп Петър – родом от гр. Велико Търново. В собствената си къща той събира момчета и започва да ги обучава, в продължение на около 20 години. След него в селото идва даскал Кръстю – от с. Капиново. Той е учил в Капиновския манастир и в селото се е занимавал само с обучение на децата. Учебните занимания се водели в дома на Тодор Радев. Даскал Кръстю престоява в селото около 4 – 5 години и е получавал заплата от 400 – 500 гроша, събирани от родителите на учещите деца. След него учители били Иван Поппетров, Симеон Капиновски, Иван Церовченина – родом от с. Церова кория. По-трайни следи в обучението е оставил даскал Лука – родом от гр. Сопот. Същият е владеел говоримо и писмено 3 езика – немски, гръцки и турски; бил отличен оратор. По негово време – през лятото на 1868 година, на 7 юли (стар стил) сутринта през селото преминава четата на Хаджи Димитър и Стефан Караджа. Пристигайки, те се спират до два големи бряста от северния край на селото. Под брястовете полагат клетва, че ще отдадат живота си за освобождението на своя изстрадал народ и Отечеството. Тази клетва се извършва в ден-неделя. Четата влиза в църквата. След това на около 50 – 60 метра от църквата спира под намиращата се на мегдана круша. От това място войводите прочитат прокламацията си към населението на селото. После, по поръчение на Хаджи Димитър бива извикан управляващия селото турчин – Хаджи Амен. Поискали са да му отсекат главата, но селяните не са позволили това, защото беят не бил лош, защитавал цялото село от безчинствата на кърджалиите, както и бил благодетел за гр. Свищов. След 2 часа престой с помощта на бея, който се разпоредил на четниците да бъдат предоставени каруци, четата потеглила за с. Алеково – с. Александрово – с. Горна Студена – с. Карайсен. В лозята около с. Карайсен, четата води първото си сражение с турците. В това сражение бива ранен Стефан Караджа. През нощта потеглят към Павликени – Б. Черква и там биват застигнати от редовната турска войска. Стефан Караджа бива заловен, откаран в гр. Русе и там е обесен. Останалите четници заедно с Хаджи Димитър успяват да стигнат Балкана и там повечето от тях намират смъртта си – в т.ч. и Хаджи Димитър – на връх Бузлуджа.
След даскал Лука, за учител в селото е постъпил Зани Попниколов – родом от селото, възпитаник на местното килийно училище. След него учители са били Юрдан Бутовченина и Христо Илиев, родом от с. Горна и Долна Липница. При тяхното учителстване става и Освобождението на България от османска власт. Наложило се непосредствено след 1879 година да се построи сграда специално за училище. Самото построяване на сградата е извършено на доброволни начала с материали и средства от местните жители на селото. Сградата имала 4 класни стаи, като основите ѝ били каменни а стените били от плет, измазан с глина от двете страни. Тази сграда просъществувала до 1976 година, когато е съборена. В тези малки класни стаи с размери 3 х 5 метра през 1883 година са се събирали повече от 120 ученици, гладни за знания и просвета. Това наложило дошлият в селото през 1884 година за даскал Тодор Касамаков, родом от с. Бутово, да разпредели учениците в 4 отделения и с помощта на още един даскал да започне обучение по нова методика, въвеждайки новите, светски дисциплини. Оттогава, с този учител и от тази година, се счита, че е поставено началото на светското образование в селото. Обучението се е водило само до IV отделение.
Следващите години броят на учителите и учениците бързо нараства. Освен мъже, през 1894 година в селото идва първата жена учителка – Веселина Иванова от гр. Свищов.
Въпреки неуморимия преподавателски труд, училището е затворено през 2007.

### Читалище „Заря – 1898“
Читалище „Заря-1898“ е основано на 4 декември 1898 г. Автентичните фолклорни състави (женски, мъжки, оркестър и индивидуални изпълнители) участват на национални събори. Читалището е носител на медали, сред които „Златен плакет“ от Рожен 2006 г. за цялостна дейност. Има модерно оборудване и библиотека. Председател от 11 март 2016 г. е Паунка Костова. Секретар е Ваня Георгиева.
Наред с развитието на училището, по инициатива на учителя Ангел Ангелов – родом от с. Караманово /Русенско/, Димитър Маринов – първи писар – родом от с. Караманово, учителката Йорданка Трифонова – родом от гр. Свищов – през първия неделен ден на декември 1898 – на 4 декември в селото се основава и читалище. Основатели са по-будните хора от селото: Александър Попов; Ангел Тоцев; Симеон Събев; Макавей Енчев; Ангел Трифонов; Тодор Филипов; Янко Спасов; Лини Минчев; Георги Колев (Кучкана); Дачо Личев; Владимир Г. Попов. Учителят Ангел Ангелов обяви защо сме се събрали: „Селото ни е доста голямо. Имаме нужда от читалище, за да идват хората да четат книги и да се просвещават. В другите села от Търновския окръг имат читалища, само ние сме изостанали“. Единогласно се избира настоятелство. Читалището е кръстено с името „Заря“. Съставя се устав. Поръчан е „металически“ елипсовиден печат. Йорданка Трифонова и Владимир Попов отиват в Свищов и за 2 дни събират 2 сандъка литература от будни хора – познати, учители, търговци, чиновници – и създават първата в селото библиотека, с библиотекар Йорданка Трифонова. За едно късо време се записват като членове 35 души, като се плаща членски внос от 0.35 лв. месечно. Вземат помещение, хора доброволно дават 2 маси, дъски, дребен материал, сковават пейки за сядане. В горната махала се ползва бивш хамбар за представления (театър). Същия е направен за половин ден от хора от селото – измазани стени, сцената – готова. Първата пиеса дадена от Читалището е била с името „Руска“ – няколко вечери се е показвала, защото хората са искали отново и отново да я гледат. Следват и други представления: „Геновева“, „Ст. Караджа“, „Х. Димитър“ и др. След Йорданка Трифонова библиотекар става Владимир Попов. След него – Янко Спасов.
Естествено, имало е и хора, които са били против новото читалище, които не са искали да се „отварят“ очите на хората. Същите са били най-грубо изгонвани и недопускани от хората в читалището. През 1899 г. общината дава 15 декара нива да се ползва от читалището. С продукцията от тази нива също се помага на читалището. Събират се по празниците най-различни предмети, като яйца, за да се издържа читалището. До 1898 година от селото е нямало учени, будни хора – нито писар, нито учител. На събрание на читалището се предлага да се пращат младежи да се учат на четмо и писмо в гр. Свищов и другаде, като издръжката им се поеме от по-богатите хора от селото. Наред с просветителската и обществена дейност, учителите и читалищните дейци мислят и за ограмотяването на малограмотното население на селото. Отворено е вечерно училище, женско неделно училище – със записани над 20 жени. Огромна народополезна дейност извършва през този период и тогавашния кмет на селото – Ганчо Тунев. През 1927 г. в читалището започват да се получават вестници и списания, като всеки е имал достъп до тях. Голямото наводнение на 23 – 24 август 1929 г. унищожава целия книжен фонд и обзавеждането на сградите. За периода 1930 – 1950 г. читалището не разполага с летопис. В началото на 1953 г. се слага началото на битов оркестър, театрален колектив, танцов състав. По-късно се образуват и смесен хор, мъжки хор, група за изворен фолклор, женска битова група. В началото се е работело по махали, после се обединяват в едно цяло.
Културната организация от селото печели номинация по Национална система „Живи човешки съкровища – България-2012“. Причината за това е представянето на автентичните обичаи „Бъдни вечер“ и „Коледа в Хаджидимитрово“.
- Фолклорна група Росалица

## Стопанство
През 1905 г. в селото е основана потребителна кооперация „Надежда“ / т.нар. „селкооп“ или „РПК“ /, която работи и в наши дни.
ТКЗС „Тодор Моллов“ е създадено през 1948 година. От 1958 година преминава към Обединено трудово кооперативно земеделско стопанство – с. Алеково. През периода 1964 – 1971 г. е съставна част на Държавно земеделско стопанство „Сувата“ – Свищов. От 1971 година е част от АПК „Дунав“ – Свищов.
След промените в България от 1989 г. в селото се образуват земеделски кооперации:
- Земеделска кооперация „Победа 93“.
- Земеделска кооперация „Хаджи Димитър“.
- Агроекспрес ООД

## Спорт
В селото е основано Гимнастическо дружество „Юнак“ през 1926. Спортното дружество е трансформирано на Физкултурно дружество „Бойка“ през 1951. В селото е съществувал и волейболен отбор.
- ФК „Вихър“ Хаджидимитрово

## Редовни събития
- коледарска група
- Сбор през последната неделя от месец октомври.
- Всяка първа събота от месец юли – празник на селото в чест на преминаването на четата на Хаджи Димитър и Стефан Караджа. Песни, хора и програма на местните самодейни състави за народни песни и танци.

## Личности
В селото са родени:
- Иван Горанов – първият Герой на социалистическия труд в селското стопанство и Костадин Маслев – посмъртно Герой на социалистическия труд, ликвидирал голяма промишлена авария в „Нефтохим“ Бургас и спасил живота на десетки хора.
- Паруш Тодоров, Адам Иванов Чакъров, Иван Станев Пенев, Апостол Стоянов Славов, Илия Иванов Чепишев, Слав Русев Славов, Иван Панайотов Хаджидимитров – герои от Балканската война.
- доц. Светлозар Цонев – ректор на Стопанска академия Свищов (1979 – 1987)
- Ангел Ангелов – Агапи – художник
- Румен Романов – футболист
- проф. Румяна Петрова – учен в БАН, преподавател в Технологичен институт в Ню Джърси
- Любомир Любенов –роден 1977 г. многократен републикански и балкански шампион по лека атлетика, републикански рекордьор и многократен шампион и балкански шампион по пожароприложен спорт

## Други
- Обща площ на цялото землище: 46.972ха;
- Урбанизирана територия (жилищна площ): 1960,588 ха.